# الفنون القتالية الفلبينية

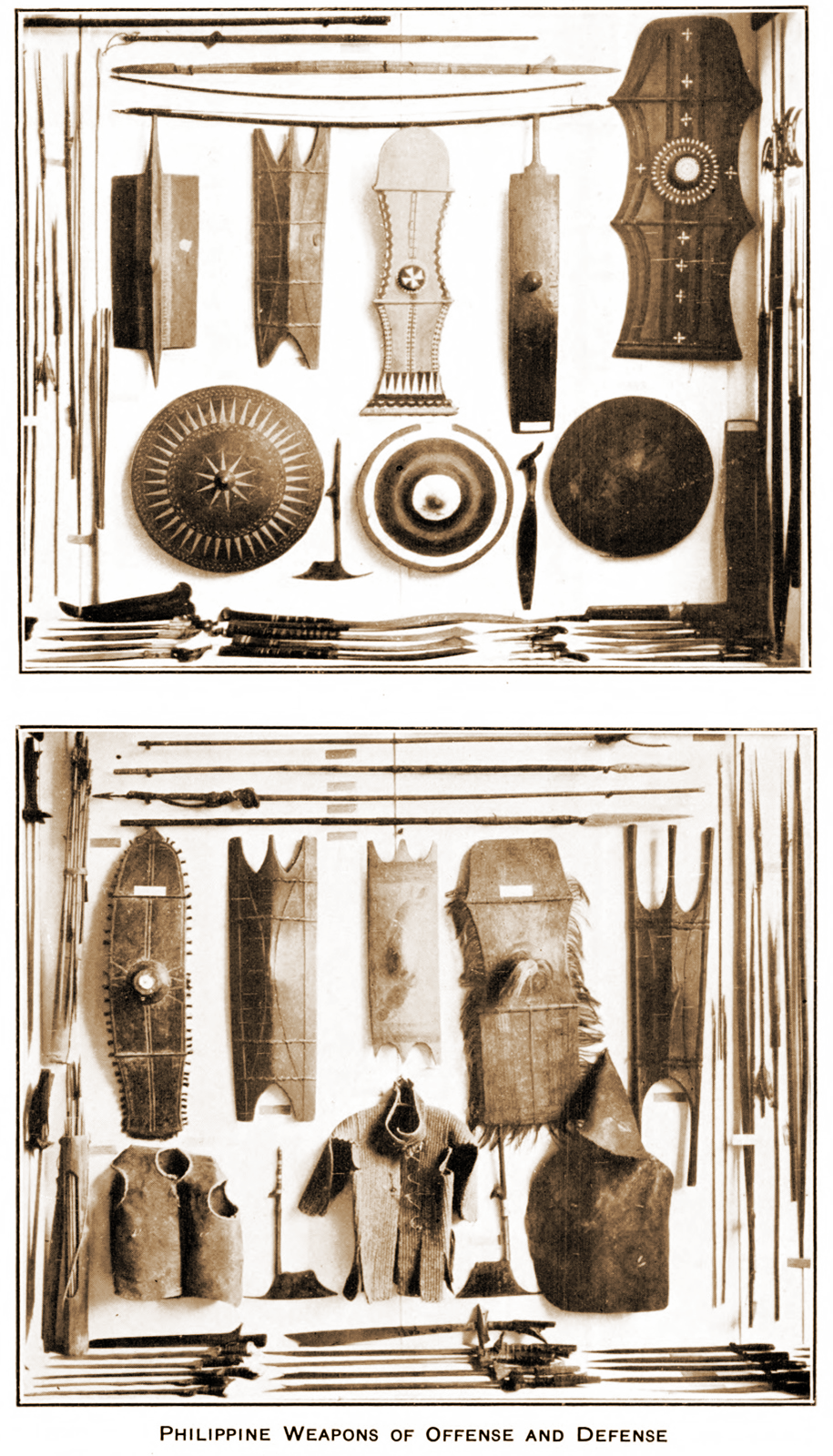

الفنون القتالية الفلبينية تشير إلى اهالي الملايو القديمة والفنون القتالية الاجد المتوارثة في الفلبين. التي تدمج كلا من العناصر الشرقية والغربية لفنون القتال، من أكثر الاشكال شهرة المعروفين باسم ارنيس. جوهر نشوء حاجة الحفاظ على النفس والدفاع عنها كان اصل تكون هذه الانظمة، الغزو الخارجي وتطور المشاكل الداخلية، عبر العصور فرض ديناميكية جديدة للقتال في الجزر التي تصنع الآن الفلبين.فلفلبيين طوروا مهارات معركية كنتيجة وتعبير عن امتنانهم لظروفهم التي تغيرت إلى الابد. فقد تعلموا في اغلب الاوقات من دافع الضرورة تحديد الاولويات، تخصيص واستخدام المصادر العامة في مواقف النزاع. تاثر الفلبينيين بشكل كبير بظواهر حضارية وخليط لغوي. أحد الآليات المسؤولة بشكل محدد عن التغير الثقافي والعسكري ممتد من ظواهر كلحروب، السياسة، الانظمة الاجتماعية، التكنولوجيا، والتجارة والتطبيق العملي.
شهدت الفنون العسكرية الفلبينية زيادة في البروز نتيجة عدد من افلام هوليوود وتعالييم اسياد الحاضر مثل ڤانانسيو، واينوسانتو، سيرياسو، داني جوبا، مايك اناي، ريمي بريساس، دو ماركاديا وكارليتو لانادا.
هنالك العديد من الدعوات العلمية على احتواء وشمول العديد من الفنون القتالية الفلبينية في قائمة التراث الثقافي الغير مادي. في 2019، تسعة عناصر موزعة على ثمانية دول؛ تايلاند، جورجيا، وكوريا ادرجت بنجاح فنونها القتالية بقائمة التراث الثقافي الغير مادي.

## تاريخ
يقال ان اليوم يوجد تقريبا اساليب قتالية فلبينية بعدد الجزر الموجودة بلفلبيين. في 1972, ضمت الحكومة الفلبينية الفنون القتالية الفلبينية في ميدان الرياضات المحلية، وزارات التربية، الثقافة والرياضة أيضا قامت بضمهم/ دمجهم بجداول التعليم الجسدي الخاص بطلاب الثانوية العامة والجامعات، في التاريخ الحديث، ريدشاردسون وانيانو ساعدو قسم التعليم الفلبيني، وزارة التعليم السابقة، الثقاقة والرياضة، في الترويج لارنيز في المدارس الحكومية.
فرق العمل المزرسية المعنية بلرياضة المدارة من قبل السيد فلسيانو الذي سأل ريتشارد جيالوجو وجون لوتا لايصال حلقات الدراسية وورشات العمل المحلية وغير المحلية في جميع انحاء الفلبيين تحت رعاية وإشراف الحكومة، احتواء ارنيز في الالعاب المحلية عام 2006 كان نتيجة لذلك. الجهود الاثنين بلاضافة للسيناتور ميغول زوبيري ظهرت في اقرار ارنيز بانها الفنون القتالية المحلية ورياضة للفلبينيين من قبل فعالية جمهورية عام 9850 وتم ادراجها بالقانون عام 2009. المعرفة بمهارات القتال الفلبينية اجباري في القوات المسلحة الفلبينية والشرطة.
```
تعتبر الفنون القتالية الفلبينية من أكثر الانظمة العملية الحديثة تطورًا في العالم وهي الآن مكون اساسي لبرنامج القوات المسلحة للولايات المتحدة الأمريكية 
[
2
]
[
3
]
[
4
]
 وتستخدم من قبل 
سبيتسناز
 (قوات خاصة روسية).
[
5
]
[
6
]
[
7
]
 تستخدمها 
الحكومة الهندية
 لتدريب بارا (قوات هندية خاصة) في 
الجيش الهندي
، حراس الأمن الوطني، 
القوات البحريةالهندية
 والقوات المسلحة المركزية. 
```